# Bicellariella sinica
Bicellariella sinica är en mossdjursart som beskrevs av Liu 1984. Bicellariella sinica ingår i släktet Bicellariella och familjen Bugulidae. Inga underarter finns listade i Catalogue of Life.